# Stefan Savić
Stefan Savić (Mojkovac, Yugoslavia, 8 de enero de 1991) es un futbolista montenegrino que juega de defensa y su equipo es el Trabzonspor de la Superliga de Turquía.

## Trayectoria

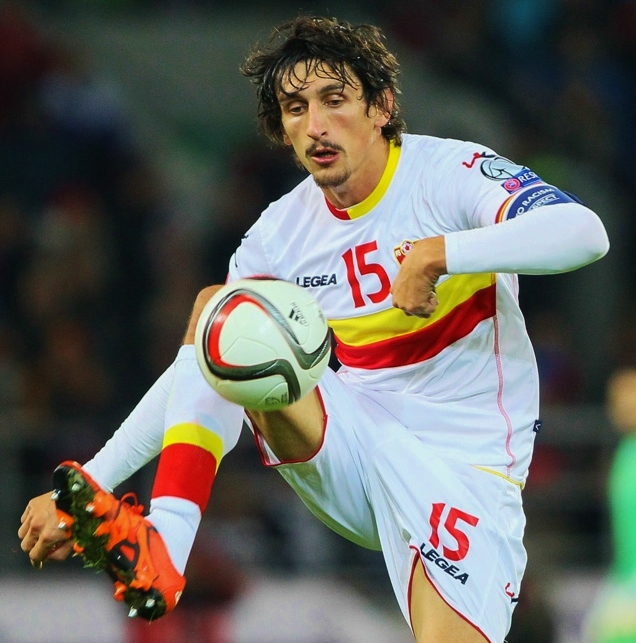
Savić jugando para Montenegro

Tras una temporada en el equipo en la que ganó la Liga y la Copa, el 6 de julio de 2011, fichó por cuatro años por el Manchester City por 7 millones de libras. Finalmente solo jugó una temporada en el equipo inglés proclamándose campeón de la Premier League. Al comienzo de la temporada siguiente se proclamó campeón de la Community Shield pero el 31 de agosto de 2012, antes de disputar ningún partido de Liga, fichó por la Fiorentina.
En el equipo italiano jugó durante tres temporadas disputando más de cien partidos. Tras estos tres años, el 20 de julio de 2015 fichó por el Atlético de Madrid. Debutó con el club madrileño el 22 de septiembre en la quinta jornada de Liga. Fue titular en el eje de la zaga en la victoria de su equipo por dos a cero ante el Getafe.
El 26 de julio de 2024 se hizo oficial la rescisión de su contrato con el club rojiblanco, en el cual jugó 297 partidos y marcó tres goles durante las nueve temporadas que estuvo. Ese mismo día el Trabzonspor anunció su fichaje por tres años.

## Selección nacional
Ha sido internacional con la selección de fútbol de Montenegro en 74 ocasiones anotando 9 goles.

### Goles internacionales
| # | Fecha                    | Estadio                                          | Rival      | Marcador | Resultado | Competición                                                  |
| - | ------------------------ | ------------------------------------------------ | ---------- | -------- | --------- | ------------------------------------------------------------ |
| 1 | 10 de agosto de 2011     | Loro Boriçi Stadium, Shkodër, Albania            | Albania    | 1–1      | 2–3       | Partido amistoso                                             |
| 2 | 10 de agosto de 2011     | Loro Boriçi Stadium, Shkodër, Albania            | Albania    | 2–1      | 2–3       | Partido amistoso                                             |
| 3 | 8 de septiembre de 2015  | Zimbru Stadium, Chisináu, Moldavia               | Moldavia   | 1–0      | 2–0       | Clasificación para la Eurocopa 2016                          |
| 4 | 8 de octubre de 2016     | Podgorica City Stadium, Podgorica, Montenegro    | Kazajistán | 5–0      | 5–0       | Clasificación de UEFA para la Copa Mundial de Fútbol de 2018 |
| 5 | 20 de septiembre de 2018 | Podgorica City Stadium, Podgorica, Montenegro    | Lituania   | 1–0      | 2–0       | Liga de Naciones de la UEFA 2018-19                          |
| 6 | 17 de noviembre de 2022  | Podgorica City Stadium, Podgorica, Montenegro    | Eslovaquia | 1–2      | 2–2       | Partido amistoso                                             |
| 7 | 17 de noviembre de 2022  | Podgorica City Stadium, Podgorica, Montenegro    | Eslovaquia | 2–2      | 2–2       | Partido amistoso                                             |
| 8 | 7 de septiembre de 2023  | Estadio S. Darius y S. Girėnas, Kaunas, Lituania | Lituania   | 2–1      | 2–2       | Clasificación para la Eurocopa 2024                          |

## Estadísticas

### Clubes
Actualizado al último partido disputado el 30 de mayo de 2025.
| Club                             | Div.          | Temporada     | Liga  | Liga  | Copas nacionales | Copas nacionales | Copas internacionales | Copas internacionales | Total | Total |
| Club                             | Div.          | Temporada     | Part. | Goles | Part.            | Goles            | Part.                 | Goles                 | Part. | Goles |
| -------------------------------- | ------------- | ------------- | ----- | ----- | ---------------- | ---------------- | --------------------- | --------------------- | ----- | ----- |
| BSK Borča Serbia                 | 2.ª           | 2008-09       | 3     | 0     | 0                | 0                | –                     | –                     | 3     | 0     |
| BSK Borča Serbia                 | 1.ª           | 2009-10       | 21    | 1     | 1                | 1                | –                     | –                     | 22    | 2     |
| BSK Borča Serbia                 | 1.ª           | 2010-11       | 3     | 0     | 0                | 0                | –                     | –                     | 3     | 0     |
| BSK Borča Serbia                 | Total club    | Total club    | 27    | 1     | 1                | 1                | 0                     | 0                     | 28    | 2     |
| Partizán de Belgrado Serbia      | 1.ª           | 2010-11       | 20    | 1     | 4                | 0                | 4                     | 0                     | 28    | 1     |
| Partizán de Belgrado Serbia      | Total club    | Total club    | 20    | 1     | 4                | 0                | 4                     | 0                     | 28    | 1     |
| Manchester City F. C. Inglaterra | 1.ª           | 2011-12       | 11    | 1     | 6                | 0                | 3                     | 0                     | 20    | 1     |
| Manchester City F. C. Inglaterra | 1.ª           | 2012-13       | 0     | 0     | 1                | 0                | 0                     | 0                     | 1     | 0     |
| Manchester City F. C. Inglaterra | Total club    | Total club    | 11    | 1     | 7                | 0                | 3                     | 0                     | 21    | 1     |
| ACF Fiorentina · Italia          | 1.ª           | 2012-13       | 26    | 2     | 1                | 0                | –                     | –                     | 27    | 2     |
| ACF Fiorentina · Italia          | 1.ª           | 2013-14       | 31    | 0     | 3                | 0                | 6                     | 0                     | 40    | 0     |
| ACF Fiorentina · Italia          | 1.ª           | 2014-15       | 29    | 2     | 3                | 0                | 9                     | 0                     | 41    | 2     |
| ACF Fiorentina · Italia          | Total club    | Total club    | 86    | 4     | 7                | 0                | 15                    | 0                     | 108   | 4     |
| Atlético de Madrid · España      | 1.ª           | 2015-16       | 12    | 0     | 5                | 0                | 7                     | 0                     | 24    | 0     |
| Atlético de Madrid · España      | 1.ª           | 2016-17       | 32    | 1     | 7                | 0                | 10                    | 0                     | 49    | 1     |
| Atlético de Madrid · España      | 1.ª           | 2017-18       | 27    | 0     | 3                | 0                | 7                     | 0                     | 37    | 0     |
| Atlético de Madrid · España      | 1.ª           | 2018-19       | 18    | 0     | 2                | 0                | 2                     | 0                     | 22    | 0     |
| Atlético de Madrid · España      | 1.ª           | 2019-20       | 22    | 0     | 2                | 0                | 4                     | 1                     | 28    | 1     |
| Atlético de Madrid · España      | 1.ª           | 2020-21       | 33    | 1     | 1                | 0                | 8                     | 0                     | 42    | 1     |
| Atlético de Madrid · España      | 1.ª           | 2021-22       | 28    | 0     | 0                | 0                | 5                     | 0                     | 33    | 0     |
| Atlético de Madrid · España      | 1.ª           | 2022-23       | 22    | 0     | 4                | 0                | 3                     | 0                     | 29    | 0     |
| Atlético de Madrid · España      | 1.ª           | 2023-24       | 23    | 0     | 4                | 0                | 6                     | 0                     | 33    | 0     |
| Atlético de Madrid · España      | Total club    | Total club    | 217   | 2     | 28               | 0                | 52                    | 1                     | 297   | 3     |
| Trabzonspor Turquía              | 1.ª           | 2024-25       | 13    | 0     | 4                | 0                | 3                     | 0                     | 20    | 0     |
| Trabzonspor Turquía              | Total club    | Total club    | 13    | 0     | 4                | 0                | 3                     | 0                     | 20    | 0     |
| Total carrera                    | Total carrera | Total carrera | 374   | 9     | 51               | 1                | 77                    | 1                     | 502   | 11    |
| 1. 2.                            |               |               |       |       |                  |                  |                       |                       |       |       |

## Palmarés

### Títulos nacionales
| Título                     | Club                  | País       | Año  |
| -------------------------- | --------------------- | ---------- | ---- |
| Prva Liga Srbija           | FK BSK Borča          | Serbia     | 2009 |
| Superliga de Serbia        | Partizán de Belgrado  | Serbia     | 2011 |
| Copa de Serbia             | Partizán de Belgrado  | Serbia     | 2011 |
| Premier League             | Manchester City F. C. | Inglaterra | 2012 |
| Community Shield           | Manchester City F. C. | Inglaterra | 2012 |
| Primera División de España | Atlético de Madrid    | España     | 2021 |

### Campeonatos internacionales
| Título                 | Club               | Sede   | Año  |
| ---------------------- | ------------------ | ------ | ---- |
| Liga Europa de la UEFA | Atlético de Madrid | Lyon   | 2018 |
| Supercopa de Europa    | Atlético de Madrid | Tallin | 2018 |